# Zach King
Pour les articles homonymes, voir King.
Zachary Michael King dit Zach King né le 4 février 1990 à Portland, Oregon est une star américaine de Vine, cinéaste, magicien illusionniste et personnalité de YouTube basée à Los Angeles. 
Il est surtout connu pour ses vines magiques vidéos de six secondes éditées numériquement pour donner l’impression de faire de la magie. Il appelle ses vidéos « un tour de passe-passe numérique ». Il a commencé à poster des vidéos sur YouTube en 2008 et en 2013, il a commencé à poster des vidéos sur Vine.
King a remporté le concours commercial Hewlett-Packard en 2010 et s'est fait tapis sur le tapis rouge au Festival du film de Londres. En 2013, il a remporté le concours NextUp Creators de YouTube. En 2015, King et son épouse Rachel Holm ont participé à la 28e saison du jeu télévisé américain The Amazing Race. Ils ont été éliminés lors de la neuvième étape de la course en se classant sixième au classement général.

## Biographie

### Enfance et éducation
King est né et a grandi à Portland, Oregon. Il est d’origine moitié chinoise, de son côté paternel, un quart d’origine autrichienne et un quart du Nicaragua de son côté maternel,. King a fait son premier film quand il avait sept ans en utilisant une caméra vidéo domestique. À quatorze ans, il a acheté du matériel vidéo, notamment un ordinateur Mac, des appareils photo et un trépied, et a commencé à créer et à éditer des vidéos. Il a obtenu son diplôme en arts du cinéma et en arts médiatiques de l'université de Biola en décembre 2012.

### Vie personnelle
King et son épouse, Rachel Holm, se sont mariés en 2014. En 2017, ils vivaient dans la communauté de Rossmoor, une communauté non constituée en société dans le comté d'Orange, en Californie. King et sa femme ont deux fils.,
King est chrétien. avec sa femme et ses enfants.

### Carrière
King a lancé son site Web, FinalCutKing.com en 2008, dans le but de dispenser une formation et des conseils sur l’utilisation du logiciel de montage Final Cut Pro car il n’était pas en mesure de trouver des tutoriels pour le logiciel sur Internet. Parallèlement, il a commencé à utiliser sa chaîne YouTube pour donner des tutoriels sur les effets visuels à l'aide du logiciel. Après avoir obtenu une audience pour son site Web, il a commencé à vendre des séminaires de formation et a utilisé l’argent pour payer ses cours à l'université. Il a participé en tant que concurrent à un épisode de la vidéo virale Showdown diffusée sur Syfy en 2012. 

### YouTube

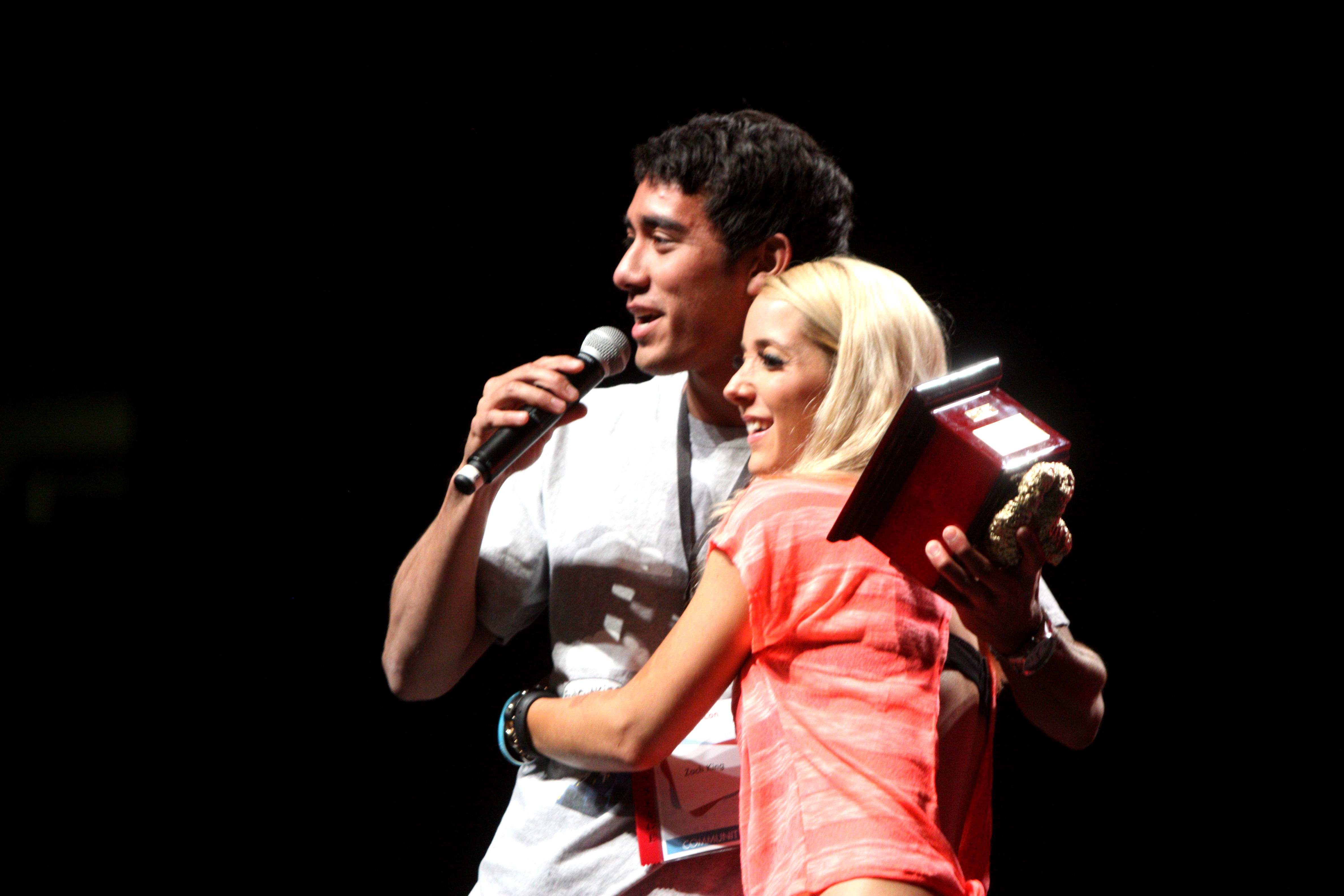

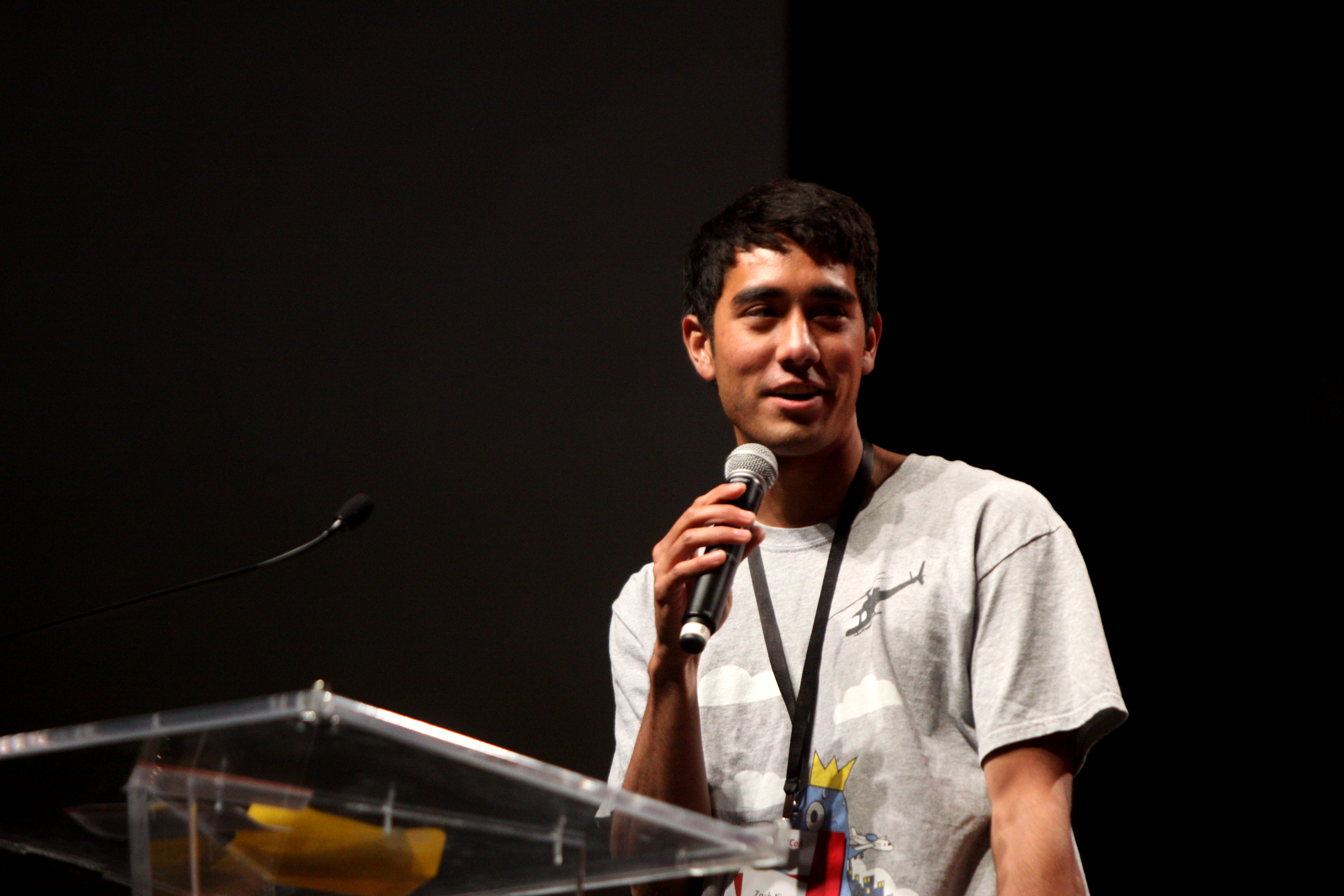

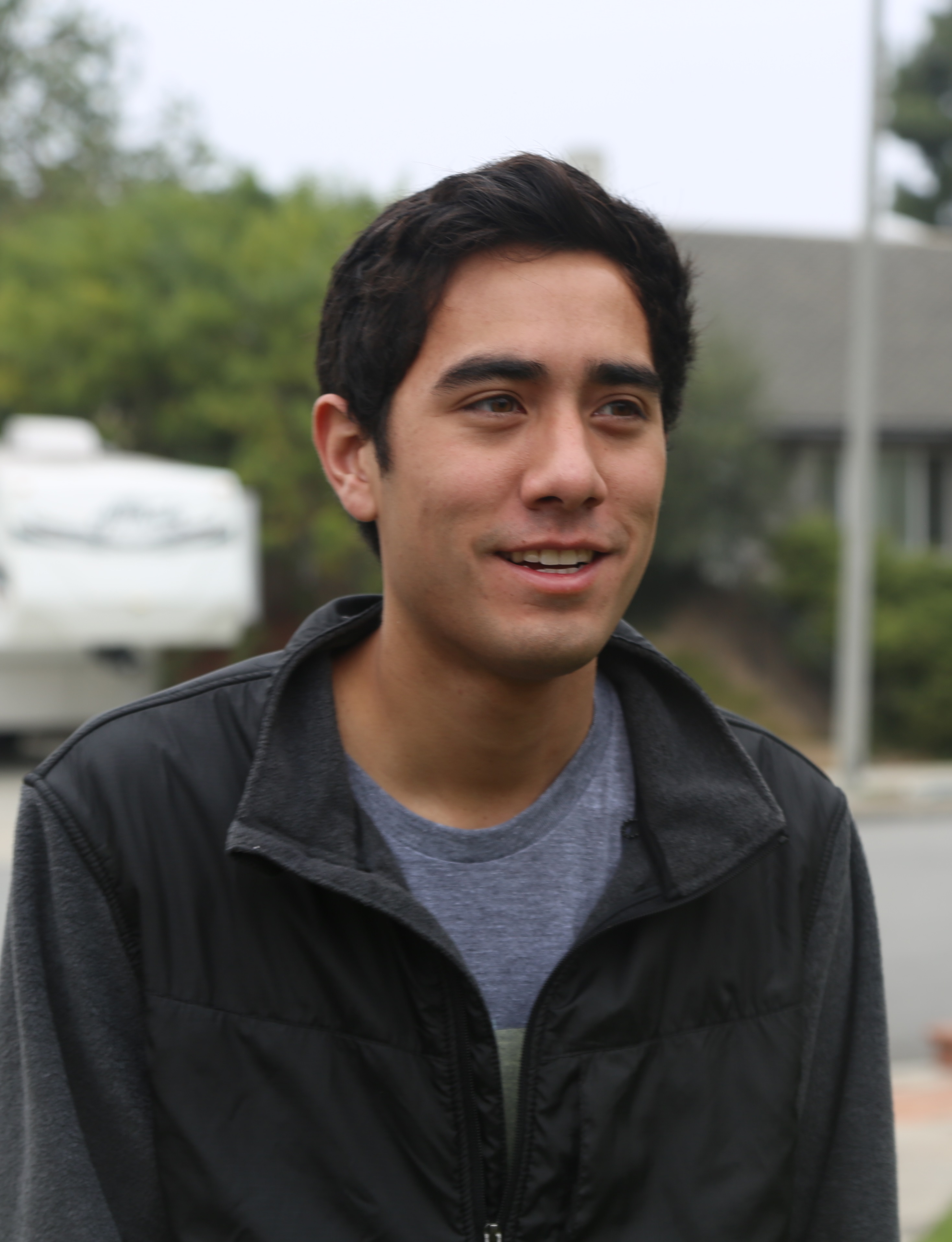

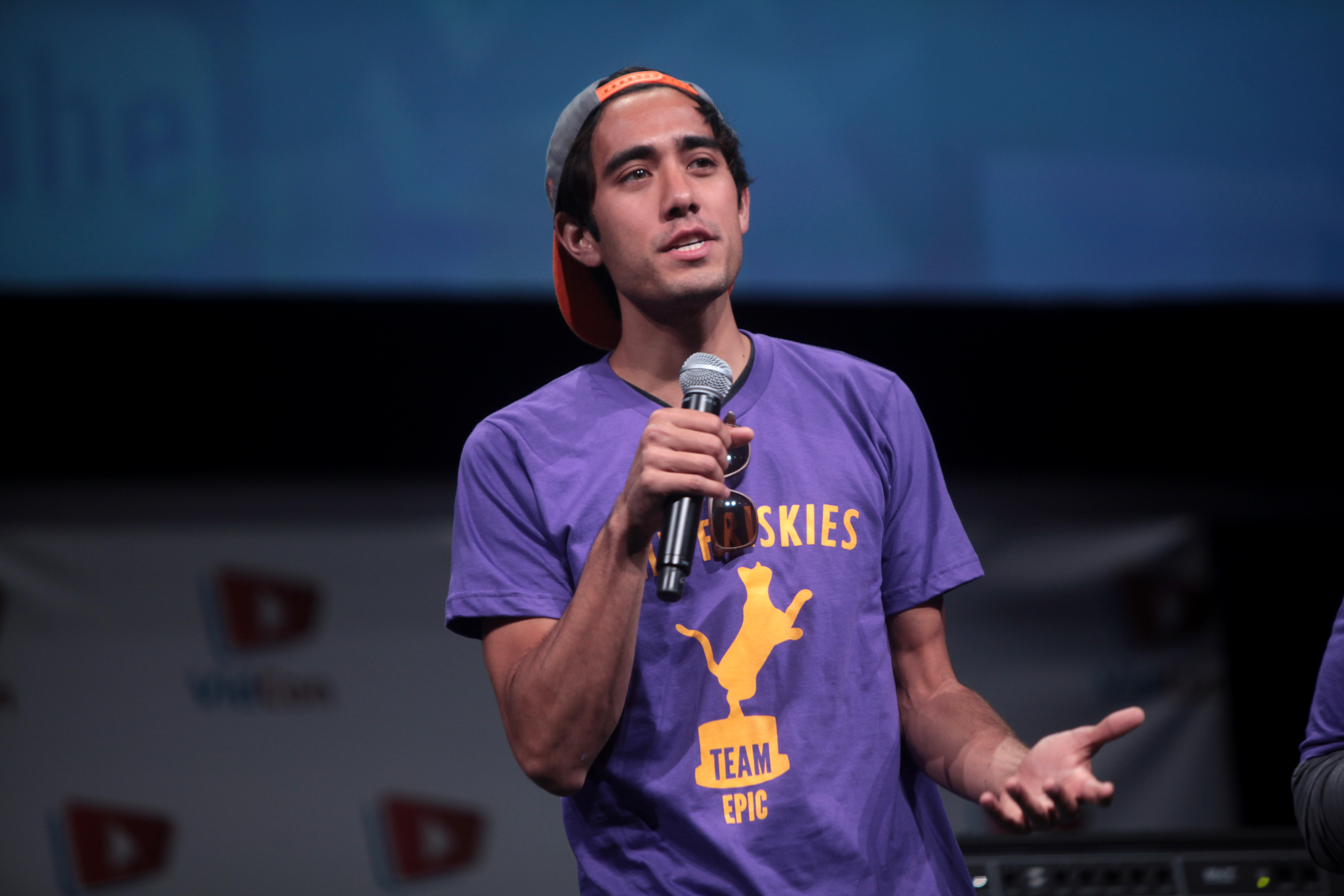

En 2011, il a publié sur YouTube une vidéo intitulée Jedi Kittens, réalisée avec un ami de son collège. La vidéo montrait deux chats en train de se battre avec des sabres laser. La vidéo a été visionnée plus d’un million de fois en trois jours puis plus de 14 millions de fois. Une suite de la vidéo intitulée Jedi Kittens Strike Back a été vue plus de 17 millions de fois. Une troisième partie de la vidéo, Jedi Kittens with Force, a été publiée en 2014. La chaîne YouTube officielle de King est FinalCutKing.
En mai 2013, il a été désigné par YouTube comme l'un des 25 jeunes réalisateurs les plus prometteurs d'Amérique. Dans le cadre de son concours Next Up Creators, YouTube a octroyé à King 35 000 $ ainsi qu'un voyage de quatre jours à New York. Camp du Créateur. Sa soumission au concours s'intitulait « L' entrée au concours s'est mal passée ». Dans la vidéo, il a semblé éviter les assauts de frappes aériennes et de tirs au sol alors qu'il plaidait pour que son dossier soit sélectionné pour le prix YouTube.

### Vine
King a créé un compte sur Vine le 9 septembre 2013, lorsqu'il a constaté qu'un grand nombre de ses amis avaient un compte sur ce réseau social. Après avoir créé un compte Vine, il a décidé de créer un vine par jour pendant trente jours. Après le succès de ses premiers vines, il a décidé de continuer à créer et à afficher de nouveaux vines. 
Il est apparu dans The Ellen DeGeneres Show le 29 janvier 2014 et a réalisé plusieurs Vines avec l'équipe du spectacle. À partir de 2014, King crée des vidéos sur vine pour gagner sa vie et travaille dans son garage. Dans une interview avec The Independent, il a déclaré qu'il souhaitait réaliser des longs métrages, de préférence des films d'action et d'aventure, à l'avenir. 
King a été présenté dans plusieurs médias pour ses vines. Chez Pazienza a écrit à propos de King que « les affaires de ce gars sont de la magie pure (ou du moins le travail de montage très habile.) » Laura Vitto de Mashable a écrit sur son travail, « Le cinéaste Zach King n’est peut-être pas un magicien au sens traditionnel du terme, mais ses vidéos de six secondes, éditées de manière experte, pourraient faire honte à David Blaine ». 
J. Duaine Hahn écrivit pour le magazine Complex : « Alors que les gens recherchent des sketchs sur Vine ou collent des commentaires avec des vidéos populaires sur YouTube, King a fait un effort supplémentaire pour utiliser ses six secondes pour créer de la magie, ou la chose la plus proche de vous. peut y accéder avec un smartphone ». En 2014, Rudimental a demandé à King de leur créer un vine 
Dans une interview, Zach a déclaré que la production d'un vine prend généralement plus de 24 heures, avec trois à quatre heures de tournage.

## Filmographie
- 2016 : Zootopie : Loup muselé

## Prix et distinctions
- 2009 - Première place au London Film Festival pour publicité HP[19]
- 2009 - Critic's Choice Award au concours de vidéos pour conducteurs adolescents de jeunes chercheurs chez Bridgestone Tyres[4].
- 2010 - Première place au London Film Festival: Annonce de Heartbrand[20]
- 2010 - Vainqueur de Bridgestone Safety Scholar
- 2012 - Vidcon Golden Poop Award
- 2013 - Concours NextUp Creators de YouTube[5]
- 2016 - Prix jeune diplômé de l'Université Biola